# Dengizek
Dengizek (Dengezich) – władca Akatziroi, syn i następca Attyli, umarł w 468 lub 469 roku. Jego imię w starotureckim oznacza małe morze (*Däŋiziq) (Priskos pisał jego imię Δεγγιζίχ).
Podczas jego panowania Utigurowie po raz pierwszy przekroczyli Wołgę (według Zachariasza z Mytileny). Priskos wspomina 
że w 463 połączeni Saragurowie, Urogowie i Unogurowie prosili Bizancjum o pomoc w odparciu Awarów przez których byli spychani na zachód.